# 聖胡安包蒂斯塔圖斯特佩克

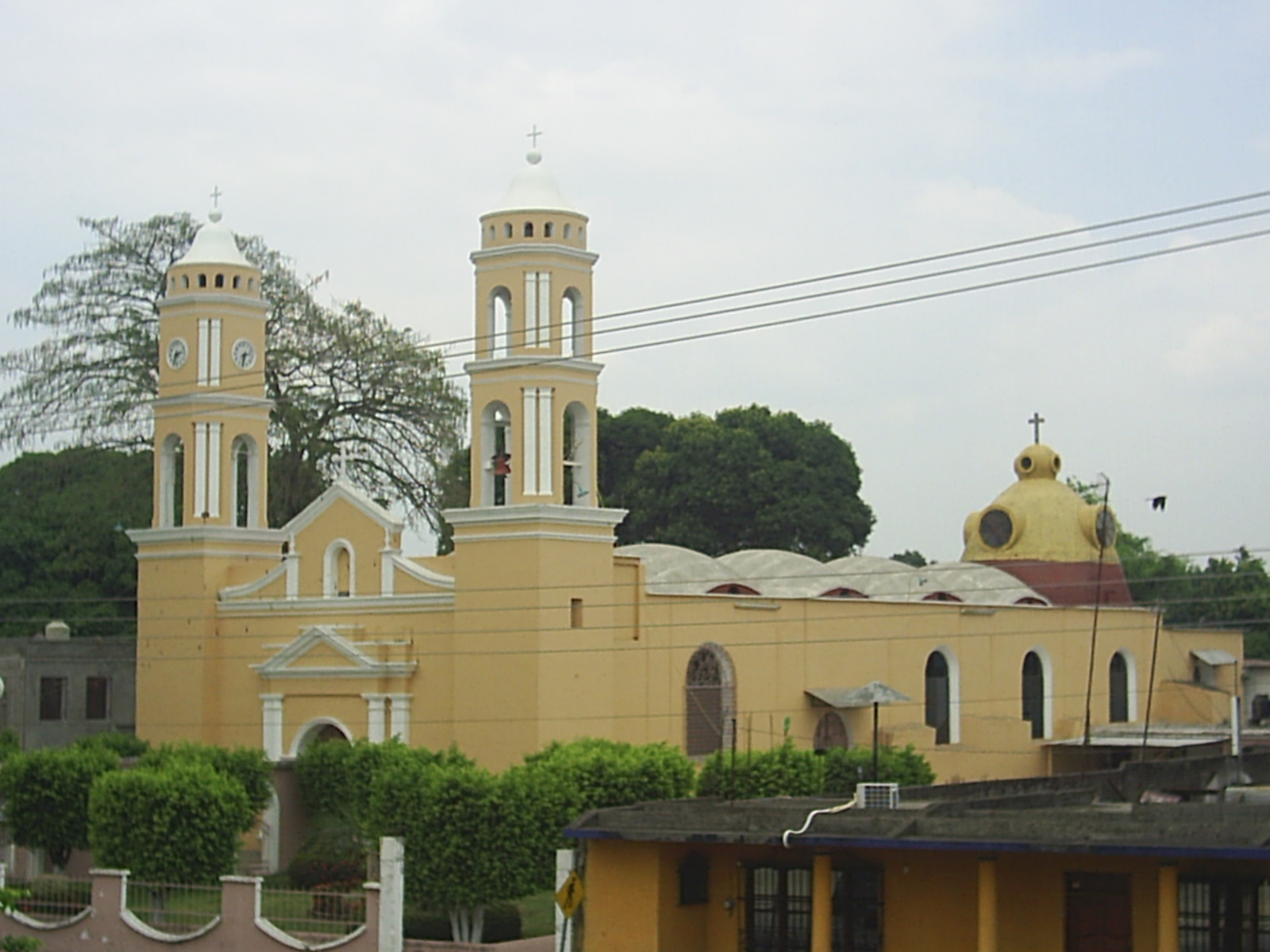
聖胡安包蒂斯塔主教座堂

聖胡安包蒂斯塔圖斯特佩克（西班牙語：San Juan Bautista Tuxtepec）是墨西哥瓦哈卡州的城市，位於該國東南部，始建於1825年3月15日，面積933平方公里，海拔高度20米，每年平均降雨量2,115毫米，2010年人口101,810。

## 外部連結
- Gobierno Municipal de San Juan Bautista Tuxtepec （页面存档备份，存于） Official website

18°06′N 96°07′W / 18.100°N 96.117°W